# Joseph Mbong
Joseph Mbong (Lagos, 15 de julio de 1997) es un futbolista nigeriano, nacionalizado maltés, que juega en la demarcación de delantero para el Ħamrun Spartans F. C. de la Premier League de Malta. Es hijo del futbolista Essien Mbong y hermano de Paul Mbong también futbolista.

## Selección nacional
Tras jugar con la selección de fútbol sub-17 de Malta, la sub-19 y la sub-21, debutó con la selección de fútbol de Malta el 29 de mayo de 2018. Lo hizo en un partido amistoso contra Armenia que finalizó con un resultado de empate a uno tras el gol de Ivan Yagan para Armenia, y de Andrei Agius para Malta.

## Clubes
| Club                                | País    | Año       | Partidos | Goles |
| ----------------------------------- | ------- | --------- | -------- | ----- |
| Hibernians F. C.                    | Malta   | 2014-2017 | 62       | 1     |
| N. K. Inter Zaprešić                | Croacia | 2017      | 0        | 0     |
| Hibernians F. C.                    | Malta   | 2017-2020 | 68       | 5     |
| Ħamrun Spartans F. C.               | Malta   | 2020-2022 |          |       |
| Hapoel Ironi Kiryat Shmona (cedido) | Israel  | 2022-2023 | 19       | 1     |
| Ħamrun Spartans F. C.               | Malta   | 2023-     | 45       | 4     |

## Palmarés

### Campeonatos nacionales
| Título                  | Club                  | País  | Año  |
| ----------------------- | --------------------- | ----- | ---- |
| Premier League de Malta | Hibernians F. C.      | Malta | 2015 |
| Supercopa de Malta      | Hibernians F. C.      | Malta | 2015 |
| Premier League de Malta | Hibernians F. C.      | Malta | 2017 |
| Premier League de Malta | Ħamrun Spartans F. C. | Malta | 2021 |
| Premier League de Malta | Ħamrun Spartans F. C. | Malta | 2023 |
| Supercopa de Malta      | Ħamrun Spartans F. C. | Malta | 2023 |
| Premier League de Malta | Ħamrun Spartans F. C. | Malta | 2024 |
| Supercopa de Malta      | Ħamrun Spartans F. C. | Malta | 2024 |
| Premier League de Malta | Ħamrun Spartans F. C. | Malta | 2025 |